# Asedio de Monte Arruit
El asedio de Monte Arruit fue un episodio clave durante la guerra del Rif, que tuvo lugar entre el 24 de julio y el 9 de agosto de 1921. Este enfrentamiento entre las fuerzas españolas y los combatientes rifeños liderados por Abd el-Krim culminó en la masacre de miles de soldados españoles y el colapso de la posición defensiva de Monte Arruit. El sitio es recordado como uno de los episodios más trágicos en la historia militar de España, enmarcado dentro del Desastre de Annual.

## Historia

### La retirada desde Annual

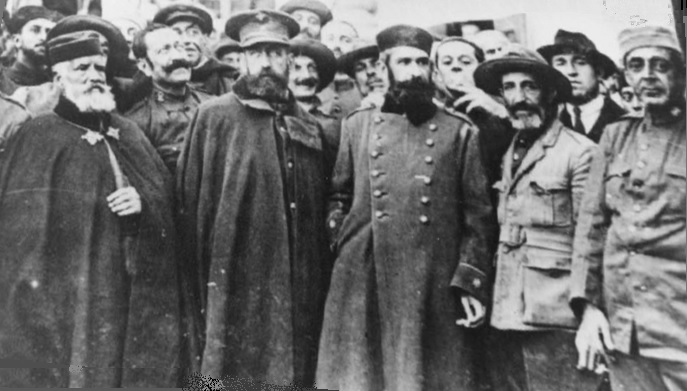
Oficiales liberados tras las gestiones de Echevarrieta: El segundo de izquierda a derecha es el general Navarro.

Tras la caída el 22 de julio de la posición de Igueriben, lo que provocó el derrumbe del frente español alrededor de Annual y la apresurada evacuación de esta última posición por el General Navarro, las tropas españolas realizan un desesperado intento de evacuación para dirigirse atravesando el desfiladero de Izumar, un estrecho paso entre montañas de apenas 4 metros de ancho y pronunciadas laderas por las que en ocasiones se despeñaron hombres y vehículos, hacia Ben Tieb y de aquí hacia Dar Drius, posición que reunía las características para albergar una gran cantidad de tropas y que contarba un fácil abastecimiento de agua, aunque la distancia que la separaba de Melilla dificultaría un posible socorro desde la ciudad, por lo que es abandonada el día 23 de julio.
Es en el paso de Izumar donde comienzan a darse los primeros casos de brutalidad con las tropas españolas en retirada cometidos por la población civil rifeña.

Retirada de Annual y ruta seguida por las tropas españolas hasta Monte Arruit

La columna española, formada por unos 5000 hombres, de los cuales unos 3000 eran españoles y 2000 indígenas, daba como resultado unos efectivos de tres batallones y dieciocho compañías de infantería, tres escuadrones de caballería y cinco baterías de artillería, aunque mal equipadas y con escasez de munición, abandona el 23 de julio Dar Drius para intentar alcanzar las posiciones de Batel y Tistutin atravesando el río Igan, en el que fueron hostigadas por los rifeños y teniendo que emplearse a fondo el Regimiento de Caballería Cazadores de Alcántara n.º 14 para proteger la caótica retirada española, resultando dicho Regimiento prácticamente aniquilado durante las sucesivas cargas que realizaron contra el enemigo (hasta ocho, según algunos testigos y supervivientes, la última de ellas con los caballos cogidos de las riendas). A los cinco días en la pequeña posición de Batel no era posible resistir se replegaron a Tistutín, en la cual había tomado el mando el capitán Arenas por ser el capitán más antiguo, que al conocer la caída de Annual se dirigió voluntariamente en ayuda con intención de llegar a Batel pero al estar la carretera cortada se dirigió caminando hasta esta posición. Reforzó toda lo zona con el buen pronóstico de la llegada de la columna, allí llegaron hasta que en la madrugada del día 29 el general Navarro decide iniciar la replegada hacia Monte Arruit, en las cercanías de la cual las tropas españolas volvieron a ser hostigadas por las harkas rifeñas, el capitán Felix Arenas cayó en las proximidades del fuerte defendiendo heroicamente la artillería abandonada durante la desbandada de las tropas al divisar Monte Arruit, se le concedió a título póstumo la Cruz Laureada de San Fernando.

### El asedio de Monte Arruit
Producida la entrada de las tropas españolas en Monte Arruit, los efectivos españoles superaban los 3000 soldados (los supervivientes de la retirada más las tropas que ya guarnecían la posición), quedando cercadas y a la espera de un auxilio desde Melilla que jamás llegó, iniciándose el día 24 de julio un asedio que duraría hasta el día 9 de agosto en que se produjo la rendición, tras un pacto por el cual la tropa podría volver a Melilla entregando previamente el armamento.
La situación en el interior del fuerte resulta realmente penosa. El abastecimiento de agua debía hacerse trayendo agua desde el exterior, resultando sangrientas las aguadas al estar completamente batidas por el enemigo. Se intentó el abastecimiento aéreo de la posición, lanzando bloques de hielo y armas y municiones a los defensores, aunque muchos de estos envíos caían en manos del enemigo o quedaban obsoletas durante la caída.
Conforme avanzan los días la situación resulta realmente desesperada en el interior.  A la falta de agua y víveres hay que sumar el estado moral y físico de los defensores, y cada vez hay más muertos y más heridos (entre ellos el Teniente Coronel Fernando Primo de Rivera y Orbaneja, quien mandaba el Regimiento de Alcántara, es herido por una granada en el brazo y tiene que ser operado sin anestesia, muriendo días más tarde a causa de la gangrena.
Finalmente, el día 9 de agosto no queda agua, no hay víveres, y prácticamente no quedan municiones con las que responder al fuego enemigo. Tampoco hay medicamentos para tratar a los heridos.  El General Navarro, tras comunicar con Melilla a través de un heliógrafo, es autorizado por la Superioridad para parlamentar con los notables rifeños, pactando unas condiciones mediante las cuales los españoles saldrían libres de la posición y serían escoltados hasta Melilla, aunque a costa de entregar el armamento.

### La masacre

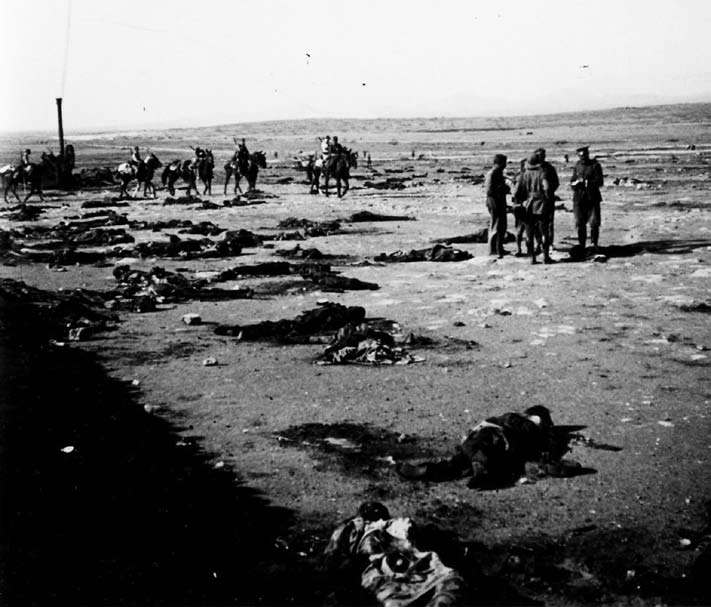
Enero de 1922. Meses después de la batalla de Annual (julio-agosto de 1921) los restos continúan insepultos y dispersos en las inmediaciones de Monte Arruit.

Pactadas las condiciones referidas, se prepara todo para actuar según lo convenido. Se organiza el transporte de los heridos, los supervivientes amontonan su armamento y forman en el exterior de la fortificación mientras Navarro, herido en una pierna y apoyado en un bastón improvisado, se dirige junto a un grupo de oficiales hasta un edificio próximo.
Es en ese momento cuando grupos de rifeños irrumpen en la posición y comienzan a disparar contra los soldados españoles, aunque los soldados que todavía no habían entregado su armamento se defienden y responden al fuego enemigo. Otros soldados, en cambio, intentan buscar de nuevo refugio en el interior del fuerte, lugar en el que encontrarán también la muerte. Se da la circunstancia de que los restos mortales de algunos de los supervivientes de las cargas del Regimiento de Alcántara fueron encontrados junto a las puertas, sin duda en un vano intento de proteger al resto de sus compañeros.
Mientras se produce la masacre, Navarro y otros oficiales son llevados a Axdir, feudo de Abd el Krim, lugar en el que se les unirían más prisioneros hasta sumar alrededor de 500, de los que sobrevivirían unos 300, que serían liberados 18 meses más tarde tras un largo cautiverio y el pago de un cuantioso rescate.

### Destino de los restos

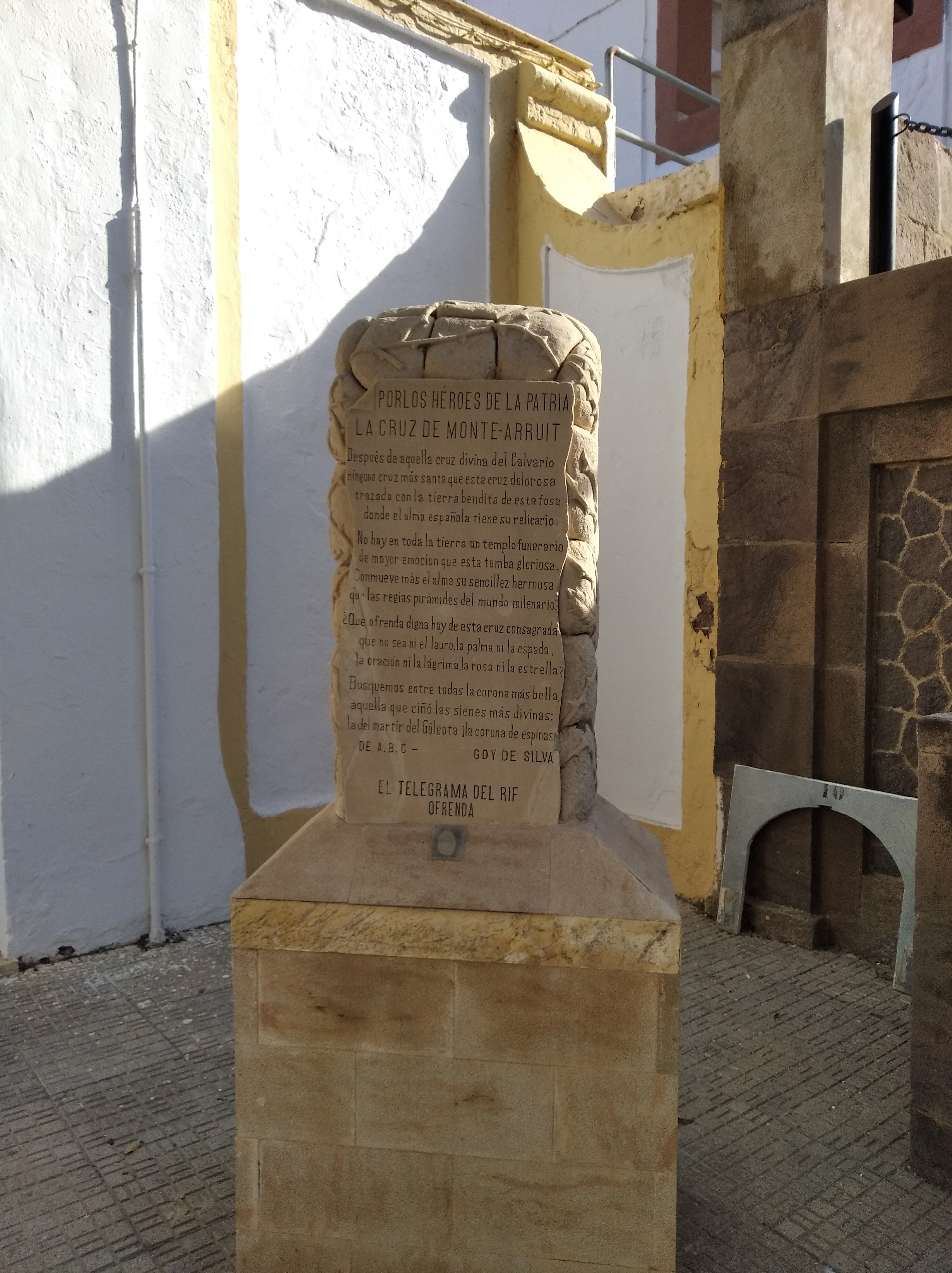
Monolito a los Héroes del Monte Arruit (cementerio Purísima Concepción de Melilla) con el soneto La Cruz de Monte Arruit

En el campo de Monte Arruit quedan esparcidos los cadáveres de más de 2600 soldados españoles, muchos de mutilados y con muestras de haber sido torturados. Permanecieron insepultos hasta que dos meses más tarde las tropas españolas reconquistaron la posición a finales de octubre y se encontraron con los cuerpos descomponiéndose bajo el sol. 
Los soldados españoles identifican a los que pueden, dándose el caso de padres, esposas, novias, etc., que viajan desde la Península para intentar encontrar los restos de sus seres queridos, y se da a todos cristiana sepultura en una fosa común con una cruz, la cual fue conocida como la Cruz de Monte Arruit.

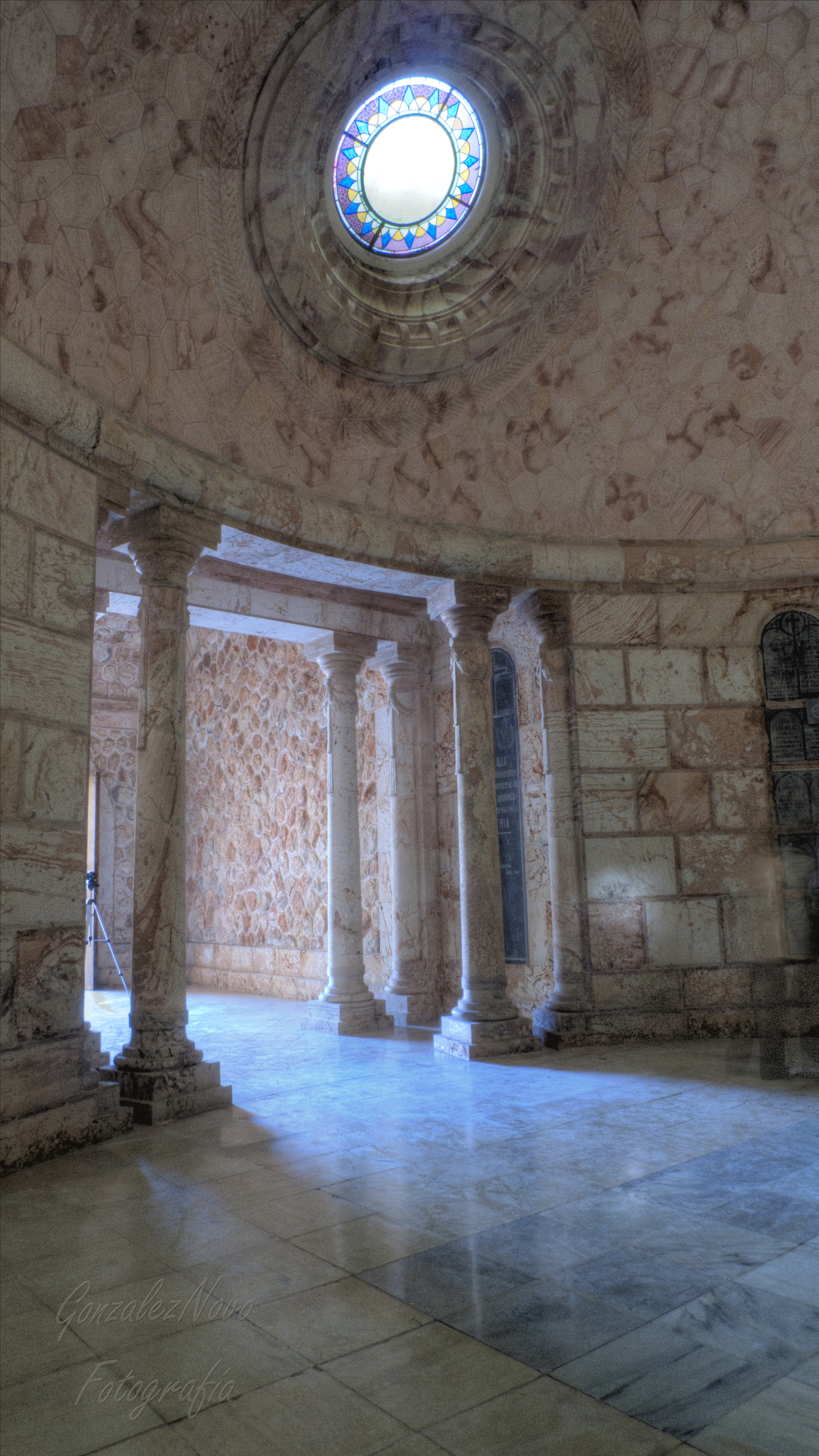
Panteón de los Héroes (cementerio Purísima Concepción de Melilla)

Años más tarde, en 1956, los restos de los defensores fueron trasladados de la fosa al Panteón de los Héroes situado en el Cementerio Municipal de la Purísima Concepción de Melilla, al igual que una placa dedicada a los mismos, lugar en el que reposan en la actualidad. Un poema de Goy de Silva resalta que allí “…no hay en la tierra templo funerario de mayor emoción que esta tumba gloriosa…”
Algunos testimonios de la época relatan lo que encontraron las tropas españolas cuando reconquistaron el lugar más de 2 meses después:

En la puerta del fortín, un grupo de unos cuarenta muertos, unos sobre otros. Todo el recinto completamente lleno de cadáveres en posturas trágicas. La sanidad trabaja activamente y los identifica cuando ello es posible. Continuamente salen camiones repletos, y del montón que oscila salen manos y pies crispados. Las grandes fosas se llenan. Pero aún quedan más, muchos más. Unos tres mil nos han dicho que van vistos.

En la actualidad, el recinto que ocupaba el antiguo establecimiento militar ha desaparecido y el lugar que ocupaba se utiliza para realizar mercados ambulantes, aunque se conserva una parte del acuartelamiento de las tropas indígenas, el cual fue construido después de que sucediera la tragedia de 1921.